# Laguna Seca, Tuxpan
Laguna Seca är en ort i Mexiko.   Den ligger i kommunen Tuxpan och delstaten Michoacán de Ocampo, i den södra delen av landet, 130 km väster om huvudstaden Mexico City. Laguna Seca ligger 2 261 meter över havet och antalet invånare är 349.
Terrängen runt Laguna Seca är lite bergig. Runt Laguna Seca är det tätbefolkat, med 319 invånare per kvadratkilometer. Närmaste större samhälle är Heróica Zitácuaro, 13,4 km söder om Laguna Seca. Omgivningarna runt Laguna Seca är en mosaik av jordbruksmark och naturlig växtlighet.